# Đường lên đỉnh Olympia năm thứ 25
Đường lên đỉnh Olympia năm thứ 25, thường được gọi là Olympia 25 hay O25 là năm thứ 25 của chương trình Đường lên đỉnh Olympia do Đài Truyền hình Việt Nam tổ chức. Cuộc thi năm thứ 25 bắt đầu từ ngày 20 tháng 10 năm 2024 và kết thúc với trận chung kết năm dự kiến được truyền hình trực tiếp vào ngày 2 tháng 11 năm 2025. Đây là năm thứ 9 liên tiếp (kể từ nửa sau năm thứ 17) Công ty cổ phần Tập đoàn Trường Hải là nhà tài trợ chính cho chương trình.
Năm thứ 25 là năm đầu tiên Đường lên đỉnh Olympia áp dụng kiến thức của chương trình giáo dục phổ thông năm 2018, với việc thay đổi cách đọc đối với tất cả tên gọi hóa học và địa danh bằng tên gốc tiếng Anh chính thức thay vì tên phiên âm như chương trình cũ.

## Luật chơi
Có 4 thí sinh tham gia ở mỗi cuộc thi, được xếp ngẫu nhiên theo thứ tự 1, 2, 3, 4 trước khi bắt đầu. Các thí sinh tham gia trả lời các câu hỏi theo từng vòng thi; trả lời đúng được cộng điểm, trả lời sai có thể bị hoặc không bị trừ điểm tuỳ vòng thi. Tuy nhiên, nếu trả lời sai mà số điểm trừ khi đó lớn hơn số điểm thí sinh đang có thì số điểm của thí sinh được đặt lại thành 0.

### Khởi động
Thí sinh trong phần thi Khởi động sẽ trải qua hai lượt thi, một lượt thi cá nhân dành cho mỗi thí sinh và một lượt thi chung cho cả 4 thí sinh.
- Ở lượt thi cá nhân, mỗi thí sinh sẽ lần lượt trả lời 6 câu hỏi. Thí sinh đưa ra câu trả lời trong vòng 5 giây (kể từ khi MC đọc xong câu hỏi). Mỗi câu trả lời đúng được 10 điểm, trả lời sai không bị trừ điểm.

- Ở lượt thi chung, cả 4 thí sinh sẽ cùng dự thi với 12 câu hỏi. Thí sinh giành quyền trả lời bằng cách bấm chuông. Ở mỗi câu hỏi, chỉ có một thí sinh bấm chuông nhanh nhất sẽ giành quyền trả lời và có 5 giây kể từ khi bấm chuông để đưa ra đáp án. Mỗi câu trả lời đúng được 10 điểm; trả lời sai hoặc không có câu trả lời sau 5 giây kể từ khi bấm chuông, thí sinh bị trừ 5 điểm. Sau 5 giây tính từ khi câu hỏi được đọc xong, nếu không có thí sinh nào giành quyền trả lời, MC sẽ công bố đáp án.

### Vượt chướng ngại vật
Có 4 từ hàng ngang, cũng là 4 gợi ý có liên quan đến một chướng ngại vật (CNV) mà các thí sinh phải đi tìm. Một hình ảnh (là một gợi ý liên quan đến CNV hoặc chính là hình ảnh của CNV) được đưa ra và bị che bởi 5 miếng ghép, gồm 4 góc tương ứng với 4 từ hàng ngang và một ô trung tâm. Ô trung tâm cũng là một câu hỏi gợi ý để tìm từ khóa, mở được miếng ghép trung tâm sẽ mở được phần quan trọng nhất của hình ảnh.
Lần lượt từng thí sinh lựa chọn một trong các từ hàng ngang, mỗi hàng ngang tuơng ứng với một câu hỏi. Các thí sinh cùng trả lời bằng máy tính trong thời gian 15 giây. Trả lời đúng mỗi từ hàng ngang, thí sinh được 10 điểm. Ngoài việc mở được từ hàng ngang nếu có ít nhất 1 thí sinh trả lời đúng, một góc (được đánh số tương ứng với từ hàng ngang) của hình ảnh cũng được mở ra.
Thí sinh có thể bấm chuông trả lời CNV bất cứ lúc nào. Trả lời đúng trong vòng 1 từ hàng ngang được 60 điểm, trong vòng 2 hàng ngang được 50 điểm, trong vòng 3 hàng ngang được 40 điểm, trong vòng 4 hàng ngang được 30 điểm.
Trả lời sai CNV, thí sinh sẽ bị loại khỏi phần chơi này.
Nếu hết 4 từ hàng ngang mà vẫn chưa tìm được CNV, câu hỏi ở ô trung tâm sẽ hiện ra với 10 điểm cho câu trả lời đúng, sau đó là 15 giây quyết định. Trả lời đúng CNV sau khi gợi ý ô trung tâm được đọc chỉ ghi được 20 điểm.
Số điểm tối đa trong vòng thi này là 70 điểm khi trả lời đúng CNV trước khi ô trung tâm được mở (và đã trả lời đúng tất cả các hàng ngang trước khi trả lời CNV).

### Tăng tốc
Có 4 câu hỏi với các cấp độ tư duy khác nhau được sử dụng trong vòng thi này:
- Câu 1 (câu hỏi Nhìn nhanh - Đáp gọn): Trong vòng 10 giây, thí sinh phải nhìn nhanh một hình ảnh và trả lời câu hỏi.
- Câu 2 (câu hỏi Sắp xếp - Lựa chọn): Trong vòng 20 giây, thí sinh phải sắp xếp các bức ảnh theo thứ tự nhất định hoặc lựa chọn các bức ảnh tương ứng với các đáp án A, B, C, D, E, F phù hợp với nội dung câu hỏi hoặc xem hình ảnh gợi ý về một sự vật và đoán sự vật đó.
- Câu 3 (câu hỏi IQ): Trong vòng 30 giây, thí sinh phải trả lời các câu hỏi mang tính tư duy logic như tìm số khác trong dãy số, tìm hình khác nhất so với các hình đã cho, tìm quy luật để điền hình đúng, giải mật mã,...
- Câu 4 (câu hỏi dữ kiện): Trong vòng 40 giây; các thí sinh được xem một video clip bao gồm các bức ảnh, dữ kiện được đưa ra theo độ khó giảm dần, cuối cùng là đáp án. Bằng các gợi ý này, thí sinh phải trả lời các câu hỏi như: "Đây là ai?", "Đây là gì?", "Đây là địa danh nào?",...

Bốn thí sinh cùng trả lời câu hỏi bằng máy tính.
- Trả lời đúng và nhanh nhất được 40 điểm.
- Trả lời đúng và nhanh thứ hai được 30 điểm.
- Trả lời đúng và nhanh thứ ba được 20 điểm.
- Trả lời đúng và nhanh thứ tư được 10 điểm.
- Nếu có 2 thí sinh trở lên cùng trả lời đúng trong cùng một thời gian hệ thống ghi nhận (tính đến 2 chữ số thập phân), họ sẽ cùng giành được số điểm tương ứng.

Số điểm tối đa trong vòng thi này là 160 điểm khi trả lời đúng và nhanh nhất tất cả các câu hỏi.

### Về đích
Có 2 mức điểm: 20 và 30 điểm; mỗi mức gồm 3 câu hỏi. Thí sinh có một lượt lựa chọn 3 câu hỏi tùy ý. Thời gian suy nghĩ của câu hỏi 20 điểm là 15 giây và câu hỏi 30 điểm là 20 giây.
Trả lời đúng ghi được điểm của câu hỏi, nếu trả lời sai thì 1 trong 3 thí sinh còn lại sẽ giành quyền trả lời bằng cách bấm chuông. Trả lời đúng giành được điểm từ thí sinh đang thi, trả lời sai sẽ bị trừ nửa số điểm của câu hỏi.
Một số tập có thể có 1 câu hỏi thực hành. Ở câu hỏi này, MC, ban cố vấn hoặc khách mời sẽ giới thiệu các dụng cụ hoặc đồ vật liên quan đến câu hỏi thực hành, sau đó đưa ra yêu cầu cho thí sinh. Thí sinh sẽ có thời gian đứng tại chỗ (bằng với thời gian suy nghĩ của câu hỏi thông thường) để suy nghĩ cách thực hành, sau đó sẽ thực hiện yêu cầu. Thực hiện thành công được tính là trả lời đúng, thực hiện thất bại được tính là trả lời sai và các thí sinh khác có thể bấm chuông giành quyền thực hiện lại. Thời gian thực hành (tính bằng giây) cho câu hỏi thực hành như sau:
| Mức điểm | Thời gian thực hành     | Thời gian thực hành     |
| Mức điểm | Cho thí sinh trong lượt | Cho thí sinh bấm chuông |
| -------- | ----------------------- | ----------------------- |
| 20 điểm  | 30 giây                 | 20 giây                 |
| 30 điểm  | 60 giây                 | 40 giây                 |

Mỗi thí sinh được đặt ngôi sao hy vọng một lần trước bất kỳ câu hỏi nào. Trả lời đúng câu hỏi có ngôi sao hy vọng được gấp đôi số điểm của câu hỏi đó, trả lời sai sẽ bị trừ số điểm của câu hỏi.
Thứ tự tham gia phần thi Về đích của các thí sinh như sau (trường hợp bằng điểm thì ưu tiên thí sinh có số thứ tự nhỏ nhất):
- Lượt 1: Sau phần thi Tăng tốc, thí sinh có điểm số cao nhất sẽ tham gia đầu tiên.
- Lượt 2 và 3: Sau khi thí sinh trước đó hoàn thành phần thi Về đích, thí sinh có điểm số cao nhất tại thời điểm đó sẽ tham gia.
- Lượt 4: Thí sinh chưa tham gia phần thi này sẽ tham gia.

Điểm số tối đa mà thí sinh tham gia giành được ở phần thi này là 390 điểm, khi cả 4 thí sinh cùng chọn 3 câu hỏi 30 điểm, và thí sinh đó trả lời đúng cả 3 câu hỏi của mình có chọn ngôi sao hy vọng, đồng thời giành được điểm từ tất cả các câu hỏi của 3 thí sinh còn lại.
Tổng điểm tối đa trong suốt chương trình là 800 điểm nếu thoả mãn tất cả các tiêu chí trên.

### Câu hỏi phụ
Phần thi này chỉ dùng nếu xảy ra một trong hai trường hợp:
- Sau vòng thi Về đích trong tất cả các vòng thi, có ít nhất 2 thí sinh có số điểm bằng nhau và cao nhất.
- Sau 3 cuộc thi tuần của cùng một tháng hoặc sau 3 cuộc thi tháng của cùng một quý, có ít nhất 2 thí sinh có điểm nhì bằng nhau và cao nhất.

Có 3 câu hỏi, mỗi câu có thời gian 15 giây. Các thí sinh (sau khi có hiệu lệnh của dẫn chương trình) bấm chuông giành quyền trả lời câu hỏi (mỗi câu hỏi chỉ bấm chuông trả lời 1 lần). Nếu trả lời sai, (các) thí sinh còn lại tiếp tục bấm chuông trả lời. Phần thi này sẽ kết thúc theo một trong hai trường hợp sau:
- Thí sinh trả lời đúng bất kỳ câu hỏi nào trong 3 câu hỏi: Thí sinh đó giành chiến thắng.
- Không ai trả lời đúng cả 3 câu hỏi: Mỗi thí sinh chọn 1 phong bì ngẫu nhiên, trong đó chỉ có 1 phong bì chúc mừng. Thí sinh nào chọn được phong bì này sẽ giành chiến thắng.

## Chi tiết các trận đấu
Bài chi tiết: Các trận đấu trong Đường lên đỉnh Olympia năm thứ 25
| Chung kết năm | Chung kết năm     | Tổng kết     | Tổng kết                                                                                         |
| ------------- | ----------------- | ------------ | ------------------------------------------------------------------------------------------------ |
| Quý 1         | Lê Quang Duy Khoa | Nhất trận 43 | Nguyễn Bách Hiệp THPT Chuyên Sơn Tây, Hà Nội                                                     |
| Quý 2         | Nguyễn Nhựt Lam   | Nhất trận 43 | Nguyễn Bách Hiệp THPT Chuyên Sơn Tây, Hà Nội                                                     |
| Quý 3         | Đoàn Thanh Tùng   | Kỷ lục       | Lê Đức Minh - 360 điểm THPT Chuyên Ngoại ngữ, Đại học Ngoại ngữ, Đại học Quốc gia Hà Nội, Hà Nội |
| Quý 4         | TBA               | Kỷ lục       | Lê Đức Minh - 360 điểm THPT Chuyên Ngoại ngữ, Đại học Ngoại ngữ, Đại học Quốc gia Hà Nội, Hà Nội |